# Miss International-győztesek listája
A lista a Miss International versenyek győzteseit tartalmazza a kezdettől (1960) a legutóbbi versenyig (2013).
| Év   | Ország             | Győztes                       |
| ---- | ------------------ | ----------------------------- |
| 1960 | Kolumbia           | Stella Márquez                |
| 1961 | Hollandia          | Stam van Baer                 |
| 1962 | Ausztrália         | Tania Verstak                 |
| 1963 | Izland             | Gudrun Bjarnadottir           |
| 1964 | Fülöp-szigetek     | Gemma Cruz                    |
| 1965 | Németország        | Ingrid Finger                 |
| 1967 | Argentína          | Mirta Massa                   |
| 1968 | Brazília           | Maria da Gloria Carvalho      |
| 1969 | Egyesült Királyság | Valerie Holmes                |
| 1970 | Fülöp-szigetek     | Aurora Pijuan                 |
| 1971 | Új-Zéland          | Jane Hansen                   |
| 1972 | Egyesült Királyság | Linda Hooks                   |
| 1973 | Finnország         | Anneli Björkling              |
| 1974 | USA                | Brucene Smith                 |
| 1975 | Jugoszlávia        | Lidija Manić                  |
| 1976 | Franciaország      | Sophie Perin                  |
| 1977 | Spanyolország      | Pilar Medina                  |
| 1978 | USA                | Katherine Ruth                |
| 1979 | Fülöp-szigetek     | Melanie Marquez               |
| 1980 | Costa Rica         | Lorna Chávez                  |
| 1981 | Ausztrália         | Jenny Derek                   |
| 1982 | USA                | Christie Claridge             |
| 1983 | Costa Rica         | Gidget Sandoval               |
| 1984 | Guatemala          | Ilma Urrutia                  |
| 1985 | Venezuela          | Nina Sicilia                  |
| 1986 | Anglia             | Helen Fairbrother             |
| 1987 | Puerto Rico        | Laurie Tamara Simpson         |
| 1988 | Norvégia           | Catherine Alexandra Gude      |
| 1989 | Németország        | Iris Klein                    |
| 1990 | Spanyolország      | Silvia de Esteban             |
| 1991 | Lengyelország      | Agnieszka Kotlarska           |
| 1992 | Ausztrália         | Kirsten Davidson              |
| 1993 | Lengyelország      | Agnieszka Pachałko            |
| 1994 | Görögország        | Christina Lekka               |
| 1995 | Norvégia           | Anne Lena Hansen              |
| 1996 | Portugália         | Fernanda Alves                |
| 1997 | Venezuela          | Consuelo Adler                |
| 1998 | Panama             | Lía Borrero                   |
| 1999 | Kolumbia           | Paulina Gálvez                |
| 2000 | Venezuela          | Vivian Urdaneta               |
| 2001 | Lengyelország      | Małgorzata Rożniecka          |
| 2002 | Libanon            | Christina Sawaya              |
| 2003 | Venezuela          | Goizeder Azúa                 |
| 2004 | Kolumbia           | Jeymmy Vargas                 |
| 2005 | Fülöp-szigetek     | Lara Quigaman                 |
| 2006 | Venezuela          | Daniela di Giacomo            |
| 2007 | Mexikó             | Priscila Perales              |
| 2008 | Spanyolország      | Alejandra Andreu              |
| 2009 | Mexikó             | Anagabriela Espinoza          |
| 2010 | Venezuela          | Elizabeth Mosquera            |
| 2011 | Ecuador            | Maria Fernanda Cornejo Alfaro |
| 2012 | Japán              | Ikumi Yoshimatsu              |
| 2013 | Fülöp-szigetek     | Bea Rose Santiago             |

## Külső hivatkozások
- Miss International Hungary hivatalos honlap
- Miss International hivatalos honlap
- GlobalBeauties.com
- Pageantopolis.com
- Grandslampageants.com
- CriticalBeauty.com